# سرايدي
سرايدي إحدى بلديات ولاية عنابة الجزائرية التابعة لدائرة عنابة. تقع مدينة سرايدي (التي كانت تسمى في فترة الاستعمار الفرنسي للجزائر بـ Bugeaud) على بعد 13 كم من مدينة عنابة على جبل أدوغ (850 م عن سطح البحر) في منطقة غابية. تشتهر المنطقة بمستشفى سرايدي العلاجي لما توفره المنطقة من جو طبيعي وصحي بعيدا عن التلوث.وهي تطل على خليج سرايدي ولها عدة شواطئ اشهرها شاطئ جنان الباي.تتميز بتساقط الثلوج كل شتاء وبفندق قصر المنتزه .

## وصلات خارجية
- صفحة عن سرايدي -موقع أخبار بلادي